# Greatest Hits (албум на Талия Соди)
Вижте пояснителната страница за други значения на Greatest Hits.
Greatest Hits е албум на Талия Соди, издаден през 2004. В него са включени парчета на Талия от 1995 до 2004 година. Албумът съдържа и 2 неиздавани песни – Cuando Tu Me Tocas и Accion Y Reaccion. Втората всъщност е записана още за албума ѝ от 2002, но понеже не успяват да я включат в него тогава, Талия и екипът ѝ решават да я поместят в този албум. По-късно е издадена и като сингъл и е добре приета от феновете. Клипа на песента представя кадри от турнето на Талия от 2004 година. Заедно с този албум е издадено и DVD – "Greatest Hits: Videos", което съдържа най-добрите клипове на Талия в периода 1995 – 2003 година.

## Песни
1. Piel Morena
2. Maria la del Barrio
3. Amor a la Mexicana
4. Mujer Latina
5. Rosalinda
6. Arrasando
7. Regresa a Mi
8. Entre el Mar y una Estrella
9. Tu y Yo
10. No Me Ensenaste
11. A Quien le Importa?
12. Me Pones Sexy (featuring Fat Joe)
13. Cerca de Ti
14. Toda la Felicidad
15. Cuando Tu Me Tocas
16. Accion y Reaccion

## Сингли
- Cerca de Ti
- Accion Y Reaccion

## DVDGreatest Hits
1. Piel Morena
2. Gracias a Dios
3. Amandote
4. Por Amor
5. Amor a la Mexicana
6. Mujer Latina
7. Arrasando
8. Regresa a Mi
9. Entre el Mar y una Estrella
10. Reencarnacion
11. Amor a la Mexicana [Banda Remix]
12. Tu y Yo
13. No Me Ensenaste
14. A Quien le Importa?
15. Me Pones Sexy (featuring Fat Joe)
16. Baby, I'm in Love